# Ormosia coutinhoi
Ormosia coutinhoi är en ärtväxtart som beskrevs av Adolpho Ducke. Ormosia coutinhoi ingår i släktet Ormosia och familjen ärtväxter. Inga underarter finns listade i Catalogue of Life.